# Colurella halophila
Colurella halophila är en hjuldjursart som beskrevs av Wulfert 1942. Colurella halophila ingår i släktet Colurella och familjen Lepadellidae. Inga underarter finns listade i Catalogue of Life.